# Ishtar (folkgroep)
Ishtar is een Belgische folkgroep die in 2003 is ontstaan onder impuls van Michel Vangheluwe en Soetkin Baptist. De groep brengt liedjes in verschillende talen, onder andere Nederlands, Engels en Frans. Daarnaast zingen ze ook liedjes in een verzonnen taal, zoals O julissi, het nummer waarmee ze de preselecties van Eurosong 2008 wonnen. Hun debuut-cd, TroubAmour, werd in november 2005 in Brugge voorgesteld. Hun tweede full-cd, "O Julissi", werd op 29 april 2008 in Geraardsbergen voorgesteld.

## Geschiedenis
Op 20 mei 2008 vertegenwoordigde Ishtar België tijdens de eerste halve finale op het Eurovisiesongfestival 2008 in het Servische Belgrado. De groep kon zich echter niet plaatsen voor de finale op 24 mei. Ze werden 17 in hun halve finale.
In 2010 waren twee nieuwe producties gepland: Kultani, een muziektheatervoorstelling, en Zingen tot Morgenvroeg, een samenzangconcert in samenwerking met Koor & Stem voor lokale koren. Kultani was een voorstelling onder regie van Frans van der Aa met videobeelden van Alexander Decommere.
Midden januari 2010 verliet Soetkin Baptist de groep Ishtar samen met enkele andere groepsleden om nieuwe muzikale paden te verkennen.
In maart 2010 werden twee nieuwe stemmen voor Ishtar gekozen: Hannelore Muyllaert en Isabelle Dekeyser. Muyllaert studeerde zang aan het conservatorium te Brussel. Ze zong een uitgebreid Spaans repertoire, verdiepte zich in de Duitse cabaretliederen van de jaren 30 en 40 en verloor hart en ziel aan het Franse chanson (Deux Indécis). Ze zong onder meer in muziektheaterproducties van Transparant, muziekLOD en Wentelteefjes. Dekeyser studeerde zang aan het Conservatorium van Antwerpen en het Lemmensinstituut, waar ze ook haar meestergraad viool haalde. Ze zong onder meer bij Wim Mertens, Collegium Vocale en Aranis.
Daarnaast werd in 2010 ook het productiehuis 'Ishtar' opgericht.
In november 2011 lanceerde Ishtar hun derde cd Tussen Donker en Licht, een intieme cd met ballades en Europese kerstliederen. Aan deze cd was ook een productie gekoppeld met verteller Frank Degruyter.
In 2012 verscheen het album "Balkanoia", een cd waarop de muziek en ritmiek van de Balkan centraal staat.

## Discografie

### Singles
| Single met hitnotering(en) in de Vlaamse Ultratop 50 | Datum van verschijnen | Datum van binnenkomst | Hoogste positie | Aantal weken | Opmerkingen |
| ---------------------------------------------------- | --------------------- | --------------------- | --------------- | ------------ | ----------- |
| O julissi na jalini                                  | 2008                  | 22-03-2008            | 1(2wk)          | 13           |             |

### Albums
- 2005: TroubAmour
- 2008: O julissi
- 2011: Tussen Donker en Licht
- 2012: Balkanoia